# Баффало Тауншип (округ Юніон, Пенсільванія)
Баффало Тауншип (англ. Buffalo Township) — селище (англ. township) в США, в окрузі Юніон штату Пенсільванія. Населення — 3593 особи (2020).

## Демографія
Згідно з переписом 2010 року, у селищі мешкало 3538 осіб у 1290 домогосподарствах у складі 961 родини. Було 1389 помешкань
Расовий склад населення:
| - 97,1 % — білих - 0,9 % — чорних або афроамериканців - 0,1 % — корінних американців - 0,1 % — азіатів |

До двох чи більше рас належало 1,1 %. Частка іспаномовних становила 2,0 % від усіх жителів.
За віковим діапазоном населення розподілялося таким чином: 28,1 % — особи молодші 18 років, 56,2 % — особи у віці 18—64 років, 15,7 % — особи у віці 65 років та старші. Медіана віку мешканця становила 38,2 року. На 100 осіб жіночої статі у селищі припадало 100,7 чоловіків; на 100 жінок у віці від 18 років та старших — 92,8 чоловіків також старших 18 років.
Середній дохід на одне домашнє господарство становив 63 526 доларів США (медіана — 48 694), а середній дохід на одну сім'ю — 69 858 доларів (медіана — 56 308). За межею бідності перебувало 12,4 % осіб, у тому числі 11,5 % дітей у віці до 18 років та 6,7 % осіб у віці 65 років та старших.
Цивільне працевлаштоване населення становило 1589 осіб. Основні галузі зайнятості: освіта, охорона здоров'я та соціальна допомога — 29,2 %, виробництво — 18,8 %, будівництво — 15,2 %.